# (16553) 1991 TL14
(16553) 1991 TL14 là một tiểu hành tinh vành đai chính được phát hiện bởi Charles de Saint-Aignan ở Đài thiên văn Lowell, các cuốn phim kiểm tra được chụp ở Đài thiên văn Palomar.